# Ole Vedfelt
Ole Vedfelt (født i 1941 i København) er psykoterapeut og forfatter.
Vedfelt blev student fra Østre Borgerdyd Gymnasium i 1960. Efter studentereksamen tog han uddannelse som tandlæge. Samtidig var han optaget af alment kulturelle emner som litteratur, filosofi og psykologi. Han ernærede sig med deltidsarbejde, der gav overskud til frit at beskæftige sig med humanistiske interesser. Vedfelt udgav i 1979 den fabulerende fremtidsroman, Raseriet i Rigor, som omhandler sammenstød mellem forskellige kulturer.
I 1968 indledte han en langvarig jungiansk analyse og gennemførte efterfølgende uddannelse som jungiansk analytiker. Vedfelt har fra 1977 til i dag haft privat/egen praksis for individuel psykoterapi. Efter afsluttet jungiansk uddannelse tog Vedfelt langvarige uddannelser i gestalt- og kunstterapi, psykodrama, kropspsykoterapi og meditation. I 1980 var han en af hovedkræfterne bag stiftelsen af Jung Instituttet i København. Som formand for dette spillede han en central rolle for optagelsen af og legitimering af den danske jungianske uddannelse i The international Association for Analytical Psychology.
Ole Vedfelt er medlem af Dansk Psykoterapeutforening, og siden1996 godkendt som supervisor, underviser og terapeut på Dansk Psykologforenings specialist uddannelse i psykoterapi. Han sad i en årrække i The editorial Board for Energy & Character - the international journal of Biosynthesis, samt i The Advisory Board for projektet ”Fra fejlfinder til resursespejder” ved et samarbejde mellem Ålborg Universitet og et pædagogisk psykologisk rådgivningskontor.  1989-2008 underviste han ved og sad i bestyrelsen for Gestalt terapeutisk Institut København. I 1996 stiftede han sammen med sin kone Lene Vedfelt ”Vedfelt Instituttet for Kybernetisk psykologi og integreret psykoterapi”. Instituttets psykoterapeutuddannelse er i 2009 godkendt af Psykoterapeutforeningen.  
Forfatterskab
Ole Vedfelt har udgivet lang en række bøger og artikler om psykologiske og psykoterapeutiske emner. Bøgerne er af fagfolk blevet anerkendt for deres omfattende viden, originale tænkning og høje faglige niveau. Samtidig har hans omfattende alment kulturelle interesse givet dem et bredt menneskeligt sigte og har gjort dem til internationale bestsellere. Et kendemærke ved Ole Vedfelts forfatterskab er en respektfuld og indlevende holdning til andre psykologiske og terapeutiske retningers teorier og metoder, en afprøvning i praksis og inddragelse, af det han finder værdifuldt.  
Vedfelts hidtidige hovedværker er: “Det kvindelige i manden” (1985, 2002, 2007), “Drømmenes dimensioner” (1989, 2002, 2007), “Bevidsthed -  bevidsthedens niveauer” (1996),  “Ubevidst intelligens” (2000,2002) “Manden og hans indre kvinder” (2003 ) og ”A Guide to the World  of Dreams” (2017).
“Det kvindelige i manden” (1985), er en analyse af yngre mænds personlighedsudvikling i en tidsalder med nybrud i kønsrollemønstrene. Vedfelt beskriver konstruktivt hvordan egenskaber i manden, som normalt er blevet tilskrevet kvinder faktisk kan styrke en maskulin identitet i stedet for at underminere den. Bogen blev bredt anerkendt for at nuancere og forny den jungianske tradition og var en vigtig stemme i sin tids kønsdebat.[1] Drømme indgår som et vigtigt element ved bevidstgørelse af ubevidste dynamikker.
Vedfelts næste bog “Drømmenes dimensioner - drømmenes væsen, funktion fortolkning,” (1989) bliver det hidtil mest omfattende og dybdeborende studie i psykoanalytisk, jungiansk, kognitionspsykologisk, eksistentiel, oplevelsesorienteret og meditativ drømmeforståelse. Den bliver af faganmeldere i de førende dagblade og fagtidsskrifter betegnet som et banebrydende storværk.[2] På Københavns Universitet, gav den anledning til en drømmekonference og førte til dialog mellem de forskellige retninger.[3] Bogen er udgivet på dansk, norsk, svensk, polsk tysk og engelsk og er også på internationalt plan blevet anerkendt for de nævnte kvaliteter.[4]
Bevidsthed -  bevidsthedens niveauer (1996) (dansk, polsk og tysk udg.) Efter Drømmenes dimensioner arbejder Vedfelt på at skabe en overordnet, sammenhængende og modsigelsesfri teori, som kan integrere elementer af de mest velbeskrevne og veldokumenterede psykoterapeutiske teorier og metoder. Vedfelt møder den komplicerede opgave ud fra en forståelse af komplekse systemers funktionsmåder, som han kalder kybernetisk psykologi.[5]  Vigtige inspirationskilder er fremtrædende pionerer indenfor kybernetik og systemteori som Norbert Wiener,[6] Gregory Bateson,[7] William Ross Asby,[8] Von Bertalanffy,[9] socialkybernetikeren Niclas Luhmann[10], og bevidsthedsteoretikeren Charles Tart.[11]
”Bevidsthed” indledes med et omfattende kultur- og idehistorisk studie. Vedfelt finder, at der gennem udviklingen af den vestlige civilisation er sket en undertrykkelse af krop, følelser, fantasiforestillinger og ændrede bevidsthedstilstande til fordel for verbal tænkning, rationalistisk bevidsthed og et kategoriserende intellekt.
Efter grundige videnskabsteoretiske overvejelser introduceres en kybernetisk psykologi som et overordnet paradigme for integration af det fragmenterede menneskesyn. Vedfelt fremlægger dokumentation for at den normale bevidsthed kun rummer en forsvindende del af den information, der skal til for at klare sig i hverdagens praktiske gøremål. De undertrykte bevidsthedsformer har praktiske betydning for psykoterapi og personlig udvikling og beskrives med det erklærede formål at skabe mere hele mennesker og et mindre konfliktfyldt samfund.[12] Vedfelts model for bevidsthed omfatter bevidsthedstilstande, bevidsthedsniveauer og oplevelsesmåder (modaliteter), samt supramodale tilstande som er helhedsoplevelser der syntetiserer modaliteterne
Bevidsthedstilstande som selvrefleksion, kreativitet, inspiration, drømme, afspænding, fantaseren, fri association og meditativ fordybelse beskrives på lige fod med rationel tænkning.
Bevidsthedsmodaliteter kan være kropsfornemmelser, følelser, indre billeddannelse og tankeforløb, fortællestrukturer, og meditative særlige bevidsthedsoplevelser.
Bevidsthedsniveauer beskrives med forskellige grader af reguleringsevne og indflydelse på personens oplevelse og adfærd. Bevidsthedsniveauer inden for de østlige meditationstraditioner beskrives detaljeret
Et nøglebegreb er ”loven om nødvendig kompleksitet”, det vil sige de variationsmuligheder et system har til rådighed for at regulere et andet system (requisite variety).[13] Det mere komplekse system kan potentielt regulere det mindre komplekse -ikke omvendt, og repræsenterer et højere niveau som fx i en computer hvor nye styresystemer kan anvende information fra ældre systemer men ikke omvendt.
Psykisk arbejde med alle tilstande og modaliteter i et supramodalt rum i helhedsoplevelser, kan give adgang til højere organisationsniveauer i psyken.
Et andet nøglebegreb er informationstætte bevidsthedstilstande dvs.  indbrud i den normale bevidsthed af oplevelser af særlig klarhed, intensitet og meningsfuldhed. De kendes fra spontane højdepunktsoplevelser, kreative gennembrud og meditative tilstande, samt som ledsagefænomen til traumatiske oplevelser. Vedfelt sandsynliggør at sådanne oplevelser optræder naturligt ved vigtige faseovergange i livet og at de afspejler processer på et højt organisations niveau i personligheden og kan bearbejdes som sådanne.

I “Ubevidst intelligens –du ved mere end du tror (2000, 2002) (dansk og svensk udg.) bruger Vedfelt begrebet ubevidst intelligens til at integrere valid viden fra en lang række teorier og forskningsområders teorier om ikke-bevidst kognition, ubevidst selvorganisering, tavs viden, praktisk intelligens, kreative tilstande og ubevidst kommunikation.  Samtidig præsenteres metoder til at gøre den ubevidste kommunikation mere bevidst i hverdag og i terapi.  
Mens ”Bevidsthed” har hovedvægten på indre tilstande har ”Ubevidst Intelligens” i højere grad fokus på samspillet mellem den indre og ydre verden.  Bogens redegør for hvordan grundlæggende ubevidste kommunikationsmønstre dannes tidligt i livet, i præverbal, supramodal praksislæring med de nærmeste voksne omsorgspersoner. Resten af livet foregår størstedelen af den menneskelige interpersonelle kommunikation via en ubevidst praktisk intelligens, men dette kan til en vis grad forandres og gøres bevidst ved inddragelse af supramodale bevidsthedsformer.
Dette får betydning for forståelsen af den menneskelige hukommelse.  Erindringer er ifølge Vedfelt ikke statiske men skabes ved dynamiske bevidstheds processer. Aspekter af traumatiske erindringer som ikke er blevet mødt af omgivelserne kan genskabes og integreres i mere rummelige kontekster, fx en terapeutisk relation.  
En af måderne, hvorpå sindet ifølge Vedfelt gør det muligt for den enkelte at forholde sig til hverdagens kompleksitet er ved at danne personificerede informationsnetværk, som hos Vedfelt betegnes delpersoner. Delpersoner viser sig, som forestillinger om andre mennesker typisk i indre dialoger, fantasier og drømme, og i menneskers evne til på en fleksibel måde at skifte mellem forskellige roller i livet som barn, søskende, forælder, kollega, chef, underordnet, partner, elsker, ven, fjende osv.  Samtidig afspejler delpersonerne indre personlighedsaspekter. Delpersonerne kan være i konflikt med hinanden, men kan bringes til at samarbejde på mere harmonisk måde i meningsfulde modningsprocesser for kvinder og mænd på alle alderstrin. Organisationen af psyken i delpersonligheder med overlappende hukommelse har mange fordele. Ved dysfunktionelle omgivelser kan personen i det skjulte beholde sin egen tolkning af virkeligheden i fantasier og drømme og folde den ud når støttende omgivelser mødes.[14]
Ubevidst intelligens fik samme positive modtagelse som de tidligere bøger og lå øverst på bestsellerlisten for fagbøger i 6 måneder.[15]
Præcisering af teorier og metoder.
Op gennem nullerne videreudvikler Vedfelt den kybernetiske psykologi og præciserer dens forhold til andre retninger og metoder fx til nyere psykoanalyse i artiklen Delpersonligheder, objektrelationer og kybernetisk netværksteori.[1]Forholdet til Jung bliver afklaret i 56 opslag om jungianske termer i ”Psykodynamisk leksikon”.[2] Her beskriver han solidarisk arven fra Jung og samme år i antologibidraget ”Fra Jung til kybernetisk psykologi” 2001[3]. Artiklen: ”Dreams, Working Attitudes - Multidimensional Dream Understanding and Bodily Associations” tilføjes oplevelsesorienterede og kropslige dimensioner til jungiansk drømmeforståelse[4]. I forhold til kropsorienteret psykoterapi introducerer Ole Vedfelt en kybernetiske Psykologi i Energy and Character -the International Journal of Biosynthesis[5], og redegør for en helhedsorienteret supramodal metode i terapeutisk praksis[6]. Informationstætte tilstande beskrives i forhold til religiøse højdepunktsoplevelser og transpersonlig psykologi[7], i forhold til Jungs psykologi[8], og Jungs selvarbejde med den berømte Røde bog.[9] Vedfelt har hos klienter i terapi sporet erindringer om sådanne tilstande tilbage til 5-7 års alderen.[10]
I forbindelse med bogudgivelser har han være keynote speaker for The International Association for the Study of Dreams.[11],[12]
I bogen ”Manden og hans indre kvinder ”udviderVedfelt beskrivelsen af den mandlige personlighedsudvikling til at omfatte alle mandens livsfaser. Forskellige aspekter af terapier med traumatiske lidelser er udførligt beskrevet i alle de større værker.
I 2007 opdaterer Vedfelt Drømmenes dimensioner med ny forskning.[13] I en artikel om drømme og videnskabsteori[14], undersøger han om det er muligt bag om de forskellige drømmeteorier, at finde nogle fælles ”kerneegenskaber” som er underbygget af den mest valide og opdaterede viden om drømme og drømmearbejde. I artiklen Cultivating Feelings through Working with Dreams fremsætter han sine første selvstændige hypoteser om den drømmende hjerne.[15] Vedfelts metoder i forhold til svære psykiske lidelser er beskrevet i Drømmenes dimensioner[16] og i artiklen Psychosis as a Means to Individuation.[17] Også til psykologisk tolkning af kunstværker har teorien vist sige anvendelig.[18]

Kybernetisk psykologi og netværksteori
I 2017 giver Vedfelt en komprimeret beskrivelse af sin kybernetiske netværksteori og dens forhold til kompleksitet. Den menneskelige psyke beskrives som et mangelaget selvoptimerende komplekst informationssystem.  Systemet har en spontan tendens til at organisere sig i netværk af undersystemer med højere og lavere niveauer af bevidst og ubevidst informationsbearbejdning.  Det fungerer som et parallelt neuralt netværk hvor mange undersystemer er aktive samtidig og giver adgang til forskellige men overlappende hukommelsessystemer.  Systemet er åbent men kan svinge rytmisk mellem tilstande med mere eller mindre kontakt med den omgivende verden.
                     Netværksmodellen er inspireret af grundforskning i kunstig intelligens og neurale netværk.[19],[20],[21],[22],[23]. Ved arbejde med og udforskning af komplekse systemer gælder ifølge Vedfelt de samme grundprincipper i naturvidenskab og psykologi.
Komplekse tilstande er multikausale (betinget af mange årsager) og udviklingsprocesser er multifinale (har mange veje til at nå et mål), udforskning sker ved modelsimulering og gensidig feedback, emergens (i processen opstår nye egenskaber, som er mere end summen af delene), viden er kontekstafhængig. Komplekse processer bruger læring i praksis i menneskelige kommunikationer og relationer. Indre og ydre forandring kræver nødvendig kompleksitet.[24]

Kompleksitetsteoriens betydning for praksis
Terapi og terapeutiske processer beskrives som et laboratorium for udforskning af almen menneskelige oplevelser og relationer, bevidste og ubevidste processer samt personlighedsudvikling livet igennem.[25]
Multikausalitet indebærer forsigtighed med for tidlige diagnoser og tolkninger.
Multifinalitet åbner videnskabeligt og i praksis mulighed for diversitet i metoder og i forhold til den enkeltes særpræg.
Emergens betyder at udredning af en psykisk problemstilling i princippet kan vare så længe en proces er aktiv.  Processen beror på løbende feedback mellem terapeut og klient og mellem bevidstheden og det ubevidste. Niveauteorien anvendes til at forklare samspillet mellem hierarkier af problemstillinger og redegør for forskellige niveauer af behandlerekspertise, fx langtids- korttidsterapi, rådgivning, sociale grupper og selvhjælp.[26]
Centralt i Vedfelts metode er at søge konfliktløsning på et højere niveau end der, hvor konflikten udspiller sig, på et niveau hvor den nødvendige kompleksitet og rummelighed findes. Det gælder i relationer og større fællesskaber, i terapi når terapeuten oplever modstand og i forhold til andre teorier og metoder. Det kræver kendskab til bevidsthedsformer, ubevidst intelligens og langsigtede selvorganiserende processer, fx gennem selvoplevelse, praksistræning og supervision.
Redskaber er vejledte, selvstændige, vikarierende introspektionsprocesser, samt kendskab til ubevidst kommunikation fx ved følelsesmæssig afstemning, og kropslæsning. Endvidere indgår avanceret   drømmearbejde, visualisering og rollespil samt dynamisk tegne- og kunstterapi kombineret med analytisk og kognitiv forståelse.
Vedfelt anerkender således redskaber fra mange terapeutiske retninger og understreger samtidig mulige bivirkninger ved ensidig brug af disse fx - umyndiggørelse og uselvstændiggørelse ved hypnoterapi, repetitiv uproduktiv spændingsudløsning ved katarsisterapi, verbal og intellektualiseret tomgang ved psykoanalyse, analytisk psykologi og kognitiv adfærdsterapi, samt manglende jordforbindelse ved transpersonlig psykologi.[27]
Kybernetisk reorganisering
En særlig rolle spiller begrebet kybernetisk reorganisering for terapi og personlig udvikling. Kybernetisk reorganisering er en transformation af umodne og konfliktfyldte oplevelses- og adfærdsmønstre til mere alderssvarende og harmoniske mønstre. Ved en kybernetisk reorganisering kobles bevidstheden fra de normale strukturer der binder energi så der er overskud til en reorganisering på et højere niveauer.  Reorganiseringen kan variere fra små ”gyldne øjeblikke” og aha-oplevelser af indsigt og erkendelse til omfattende transformationer som bebuder afgørende vendepunkter i en persons liv. Den kybernetiske reorganisering sker ved læring i praksis. Jo flere gange et uharmonisk mønster bliver reorganiseret til et mere harmonisk, på jo højere organisationsniveau og på jo flere oplevelsesmodaliteter det sker jo mere stabilt bliver det nye mønster.[28]

Syntese af naturvidenskabelige, humanistiske og musiske begreber.
Ole Vedfelt finder at ”Netværksmodellen gør det muligt at rumme det ubevidstes mangetydighed og poetiske udtrykskraft i en ny videnskabelig beskrivelse.”[29] I forlængelse af dette er Vedfelts begreber inspireret af kreativ og musisk udfoldelse
Musikalsk bevidsthed svarer til det fuldstændige sanselige nærvær i udførelsen af et afgrænset forløb.[30]
Improvisation i en terapeutisk relation svarer til jazzmusikere der i spontant samspil skaber en helhed.[31]
Picasso princippet overfører den berømte malers måde at styre sin inspiration på til en metode hvor en terapeut lærer at økonomisere med interventioner.[32]
Mesterlære er hentet fra læring af udvikling af håndværksmæssige færdigheder i praksis. Det gælder læring af menneskelig omgang og terapeutiske færdigheder.
Mesterlære som menneske er selvudviklingsprocessen fra fødsel til død, som livserfaring, praksislæring i relationer, menneskekundskab og introspektiv fordybelse.[33]
Kaldsoplevelse er en spontan indre erfaring, som leder personen til at søge mesterlære der forener personens talenter med det der er værdifuldt for almenvellet.
Kultivering af følelser peger hen mod et langt bredere humant dannelses begreb, end intellektuel dannelse og terapeutisk reparation af fejl i personligheden
Komposition er timing af den terapeutiske proces i forhold til konteksten og de forhåndenværende muligheder. Formen tjener som en ramme og afgrænsning om det terapeutiske arbejde, ligesom i en musikform, eller en roman.
Metaforisk sprog er genveje til komplekse hverdagsoplevelser, og vanskeligt formulerbare indre tilstande.

I ”Din guide til drømmenes verden” (dansk, norsk og polsk udgave) foreslår Vedfelt 10 kerneegenskaber ved drømme, som han finder kan underbygges af den eksisterende viden om drømme, og som kan bruges som en anvendelig pædagogisk model.[34] Teorien, metoden og den pædagogisk vinkel udbygges kraftigt i A Guide to the World of Dreams - An Integrative Approach to Dreamwork, hvor han foretager sin hidtil mest omfattende integration af klassisk og ny viden herunder neuropsykologisk forskning.
Den kybernetiske netværks teori er yderligere udfoldet i en komplet overordnet drømmeteori: Vi drømmer, fordi vi er komplekse væsener, som har brug for at skifte mellem tilstande, der bearbejder information på forskellig måde, og som giver os forskellige perspektiver, på det liv vi lever. De 10 kerneegenskaber er:
1: Drømme handler om det, der er vigtigt for os.
2: Drømme symboliserer
3: Drømme personificerer
4: Drømme er prøvehandlinger på et sikkert sted
5: Drømmene er online på den ubevidste intelligens
6: Drømme er mønstergenkendelse
7: Drømme er kommunikation på højt niveau
8: Drømme er fortættet information
9: Drømme er helhedsoplevelser
10: Drømme er psykiske energilandskaber[35]
Metoder og anvendelse
Ole Vedfelts metoder er udviklet i snævert samarbejde med Lene Vedfelt, som på baggrund af omfattende uddannelser har givet væsentlige særbidrag til de pædagogiske, relationelle, meditative og oplevelsesorienterede aspekter af terapien. Metoderne afspejler sig i Vedfelt Instituttets uddannelsesprogram som rummer langtids-og kortidsterapi, personlig udvikling, meditation, drømmearbejde, dynamisk tegneterapi, kropsterapi, supervision og teoretisk undervisning. Ud over instituttets gennemgående undervisere Ole Vedfelt, Lene Vedfelt, Henriette Løvdal og Torben Hansen medvirker chefpsykolog og forfatter Lars J. Sørensen, psykolog Kurt Lilleør, jungiansk psykoanalytiker Misser Berg, psykolog Ursula Fürstenwald, psykoterapeut, supervisor og forfatter Susanne Bang m.fl.
Metoderne bruges som efteruddannelse for et spektrum af behandlere, som det det er fremgået ovenfor. Psykologerne Lars Tolsgaard og Annette Groot har beskrevet metoderne ved pædagogisk psykologisk rådgivning og relations arbejde med børn og unge.[36] Vedfelts anvendelse af mindfulness og følelsesmæssig afstemning i personaletræning på hospice er beskrevet af Engholm og Middelbo.[37] Psykologen Karin Dons har undersøgt Kybernetisk psykologis forhold til modstands forsvarsmekanismer i almen psykologisk praksis.[38]  Charlotte Lindvang har brugt den kybernetiske Psykologi som metateori i en PhD afhandling om læreprocesser i musikterapi.[39]

Antologi om kybernetisk psykologi

Psykoterapeut MDF og mindfulnessinstruktør Torben Hansen har redigeret antologien ”Det ubevidstes potentiale” om kybernetisk psykoterapi i anvendelse[40]. Bogens tretten artikler er skrevet af færdiguddannede psykoterapeuter fra Vedfelt Instituttet.[1] Artiklerne viser den kybernetiske psykologis relevans i forskellige faglige sammenhænge såsom psykoterapi, bevidsthedsforståelse, pædagogik, videnskabsteori, teori om dannelse mv.
Bogen indledes af kultursociologi, ph.d. Lisa Dahlager, der skriver om ”bevidsthedens lærende, kreative og helbredende virkemåde”.
Derpå følger en artikel af cand.mag. Henriette Løvdal om den kybernetiske psykologis syn på muligheder og betingelser for at integrere det bedste af den terapeutisk viden, der foreligger i dag frem for at fremhæve sin egen skoledannelse på bekostning af andre. Hermed understreger hun den kybernetiske psykologis integrative værdigrundlag. Artiklen er begrundet i moderne psykoterapi-forskning.
Den næste artikel er af er skrevet af psykoterapeut Henrik Hass. Den handler om, hvordan man opnår ”den nødvendige kompleksitet – som er en forudsætning for en integrerende terapi”.  Henrik placerer den kybernetiske psykologi i en videnskabsteoretisk ramme.
Lektor, p.hd. Charlotte Lindvang skriver om temaet Kompleksitet i en artikel om læreprocesser og terapi. Artiklen bygger på et forskningsprojekt og en ph.d. afhandling om, hvordan musikterapistuderende lærer i praksis - ikke blot intellektuelt men ved bevidsthed om krop, følelser, indre billeder i læreprocessen.
Det lærende aspekt af den kybernetiske psykologis teori bredes yderligere ud idet psykoterapeut Lianne Kirstine Ervolder ud fra sin pædagogiske, forskningsmæssige og terapeutiske erfaring beskriver dannelse, læring og pædagogik ved hjælp af den kybernetiske psykologi. Hun viser os hvor vigtig legen er for barnets personlighedsdannelse, relationskompetence og kreativitet.
Psykoterapeut Stine Rørbechs artikel handler om det helende potentiale, der binder kreativiteten sammen med det at følge sin egen individuelle vej i stedet for at følge andres forventninger.  
Cand.mag. Anne Hjort beskriver facetter af kreativiteten i artiklen ”Kreativitet, liv og kunst”. Hun viser hvordan den kybernetisk psykologi kan hjælpe til at skabe de forudsætninger, der kan mindske hæmninger og blokeringer og fremme kreativiteten inden for liv, arbejde og kunst.
Uddannelsessygeplejerske og psykoterapeut Kirsten Eiberg Hess inddrager i sin artikel den kybernetiske psykologi som et redskab i den vejledende samtale inden for det sygeplejefaglige felt. Hun viser her, hvordan relationen mellem vejleder og den vejledte i sig selv er et vigtigt og ofte overset redskab, og hvordan man kan drage nytte af det ubevidstes potentiale i den vejledende kommunikation.
Læge Mikkel Anthonisen breder den kybernetiske psykologi yderligere ud og viser, hvordan dens teori og metode kan anvendes i systemisk coaching. Han uddyber på instruktiv måde, hvordan man ved at starte med en åben og tillidsfuld tilstand af ro og accept kan nå frem til en målrettet og handlekraftig fokusering.
Bogens redaktør; psykoterapeut og mindfulnessinstruktør Torben Hansen, sætter i sin artikel begrebet mindfulness i sammenhæng med kybernetisk psykologi. Han argumenterer for, at mindfulness bedst praktiseres med en sideløbende forståelse for og integration af psykologisk teori og psykoterapeutisk metode.  
Bogen fortsætter med en artikel af psykoterapeut Anders Vogt. Han skriver om Drømmearbejde i psykoterapi. I artiklen peger han på, hvor vigtigt det er, at aflægge forudfattede meninger og at have en metode der får drømmene til at udfolde sig på deres ”egne præmisser”.
Psykolog Karin Dons viser i artiklen ”Forsvarsmekanismer – i intensiv dynamisk korttidsterapi og kybernetisk psykoterapi”, hvordan man med den kybernetiske terapis resurseorienterede, accepterende og kreative tilgang gang når bedre terapeutisk resultater end ved en konfronterende metode, der presser klientens forsvarsmekanismer.
Antologien afrundes med en artikel af psykoterapeut Birgitte Mølgaard Hansens med titlen ”Sjælemord – når mennesker udstødes”. Den tager udgangspunkt i terapi med børn og viser os dramaet, poesien og de selvhelbredende kræfter i børns indre verden.
[1] Vedfelt, Ole (2000): Delpersonligheder, objektrelationer og kybernetisk netværksteori.  Psyke og Logos, No. 2. Dansk Psykologisk Forlag, København..
[2] Vedfelt, Ole (2002a): 60 artikler i Andkjær Olsen, Ole  (red.): Psykodynamisk leksikon. Gyldendal, København.
[3] Vedfelt, Ole (2001a):Fra Jung til kybernetisk psykologi i Skogemann: 2001 s. 288-314. Lindhardt & Ringhof, København.
[4] Vedfelt, Ole (2001): Dreams Working Attitudes. Multidimensional Dream Understanding and Bodily Associations. Conference paper for The International Association for Analytical Psychology. Daimon Verlag, Schweiz
[5] Vedfelt, Ole (2000c): Consciousness – Introduction to Cybernetic Psychology. IN: Energy & Character, International J. Biosynthesis – Somatic Psychotherapy (Part 1, April, pp. 38-55) (Part 2, August, pp. 42-61). Zürich
[6] Vedfelt, Ole (2001a): The supramodal space -  A missing link between body, soul and spirit. Conference paper. Institute for Biosynthesis. Zürich
[7] Vedfelt, Ole (2007): “Religiøse Højdepunktsoplevelser i transpersonligt, psykodynamisk og kybernetisk perspektiv”. I: Psyke og Logos 2007 nr. 2. Temanummer om Religionspsykologi. Dansk Psykologisk forlag.
[8] Vedfelt, Ole (2013): “The phenomenology of the Spirit in Childhood Memories – an investigation of early numinous experiences in a De-sacralized World”. Presentation at the XIXth International Congress for Analytical Psychology.
[9] Vedfelt, Ole (2016):  Det indre arbejde og den kollektive betydning - om Jungs røde bog. Vækstcentret Nørre Snede.  http://aandihverdagen.vaekstcenteret.dk
[10] Vedfelt, Ole (2011): “Spontane spirituelle barndomsoplevelser og omgivelsernes indflydelse på dem”. I: Mystik – i religion, filosofi og litteratur. En antologi. Redaktion: Haaning, Aksel. Riisager, Magnus side 353-385. Forlaget Univers www.forlagetunivers.dk.
[11] Vedfelt, Ole (2004): “Dreams as Unconscious Intelligence – A cybernetic theory”. Conference paper 21st Annual International Conference of the International Association for the Study of Dreams.
[12] Vedfelt, Ole (1999): “The dreams many faces”. Conference paper and workshop at The Association for the Study of Dreams. University of California. Santa Cruz.
[13] Misser Berg i Journal of Analytical Psychology
[14] Vedfelt, Ole (2008): “Drømme og Videnskabsteori”. I: Psyke og Logos, 2008 nr. 2, Temanummer om Psykologiens videnskabelighed. side 310-356 Dansk Psykologisk Forlag, Kbh.
[15] Vedfelt, Ole (2009): Cultivating Feelings through Working with Dreams. IN: Jung Journal: Culture  & Psyche, Volume 3, Number 4, pp. 88–102. San Francisco, Volume 3, Number 4, pp. 88–102. San Francisco
[16] Vedfelt, Ole (2007) Drømme og psykiatriske lidelser. IN:  Drømmenes dimensioner. s. 374-395
[17] Vedfelt, Ole (2016) Psychosis as a Means to Individuation - A case of severe psychosis healed through working with dreams, active imagination and transference. Presentation at the 20th Congress of the International Association for Analytical Psychology, Kyoto (Einsiedeln Switzerland. Daimon Verlag 2017)
[18] Vedfelt, Ole & Nielsen, Teresa (2014): “En psykologisk læsning af bogværkerne Forvandlede Blomster og Livets Skove”. I: Jens Lund: Mesterlige art nouveau arabesker. s. 89-153. Vejen Museum of Art. Denmark.
[19] Rumelhart, D. (1980) Schemata the Building blocks of cognition. IN: Theoretical issues in Reading comprehension. s. 35-58. Red Bruce, B. US.
[20] Rumelhart, D., et al. (1986) ‘Schemata and sequential thought’ in J. L. McClelland and
D. Rumelhart, Parallel Distributed Processing Vol 2 – Explorations in the
Microstructure of Cognition: Psychological and Biological Models. (Cambridge,
MA: The MIT Press), pp. 7–57
[21] McClelland, J. L. and Rumelhart, D. (1986) ‘A distributed model and human learning
and memory’ in J. L. McClelland and D. Rumelhart, Parallel Distributed Processing
Vol II – Explorations in the Microstructure of Cognition: Psychological and Biological
Models. (Cambridge, MA: The MIT Press), pp. 170–215
[22] McClelland, J. L., Rumelhart, D. and Hinton, G. E. (1986) ‘The appeal of parallel distributed
processing’ in J. L. McClelland and D. Rumelhart, Parallel Distributed Processing
Vol 1 – Explorations in the Microstructure of Cognition Volume Foundations.
(Cambridge, MA: The MIT Press), pp. 3–44
[23] Smolensky, P. (1986) ‘Information processing in dynamical systems. Foundations of harmony
theory’ in J. McClelland and D. Rumelhart (Eds), Explorations in the Microstructure of Cognition: Psychological and Biological Models, Vol. II. (Cambridge, MA: The MIT Press), pp. 194–281
[24] Vedfelt, Ole (2017) A Guide to the World of Dreams  - An Integrative Approach to Dreamwork
Routledge. London & New York
[25] Vedfelt, Ole (1996) ) Bevidsthed del B.
[26] Vedfelt, Ole (2017) A Guide to the World of Dreams  - An Integrative Approach to Dreamwork Routledge. London & New York
[27] Vedfelt, Ole (1996) ) Bevidsthed del B.
[28] Vedfelt, Ole (2017) A Guide… p.198
[29] Vedfelt. Ole (2002) Ubevidst intelligens - Du ved mere end du tror. Forord.
[30] Vedfelt. Ole (1996) Bevidsthed. Kapitel 26
[31] Vedfelt, Ole (2017) A Guide…
[32] Vedfelt, Ole (2017) A Guide…
[33] Vedfelt. Ole (2002) Ubevidst intelligens
[34] Vedfelt, Ole (2012): Din guide til drømmenes verden. 333 sider. Illustreret. Gyldendal København.
[35] Vedfelt, Ole (2017) A Guide to the World of Dreams  - An Integrative Approach to Dreamwork Routledge. London & New York.
[36] Tolsgaard, Lars og Grooth (2002) Tanker og erfaringer vedrørende relationsorienteret psykologarbejde på et PPR-kontor. S. 345-352. IN Psykologisk Pædagogisk Rådgivning. Forlaget Skolepsykologi Årg. 39/4 august 2002.  Pædagogiske Psykologers forening.  København
[37] Engholm, Ib og Middelbo, Lene (2011) Kursus i Mindfulness. Årsskrift. Sct. Maria Hospice Center s. 60-61 Vejle. DK
[38] Dons, Karin (2011) En sammenlignende analyse af intensiv dynamisk korttidsterapi og kybernetisk psykoterapi vedrørende begrebet forsvarsmekanismer.  IN Matrix Nordisk tidsskrift for psykoterapi. 28.årgang nummer 1. April 2011. Dansk psykologisk forlag.  København
[39] Lindvang, Charlotte ( 2010) A Field of Resonant Learning - self experiential training and the Development Of Music Therapy competences. Dissertation For the  Degree of Doctor of Philosophy. Department of Communication and Psychology, Faculty of Humanities Aalborg University Denmark
[40] Hansen Torben (2015) Det ubevidstes potentiale -  Kybernetisk psykologi i anvendelse.  Forlaget Frydenlund.  København
[1] Referencer
[2] (Psyke og Logos, Psykolognyt, Information, Politiken m.fl.)
[3]  (Psyke og Logos)
[4] (Rita Dwyer, Publishers Weekly og Psychinfo,  Die Welt m.fl.)
[5] (Vedfelt, 1996 og 2017 p. 47).
[6] Wiener, Norbert (1948) Cybernetics, or Control and Communication in the Animal and the Machine. The MIT Press, Cambridge, Massachusetts and Wiley, NY 1962
[7] Bateson, G. (1979): Mind and Nature. NY
[8] Ashby, W. R. (1962) ‘Principles of the self-organizing system’ in H. Von Foerster and G. W. Zopf Jr (Eds), Principles of Self-Organization. (London: Pergamon Press), pp. 255–278
[9] Von Bertalanffy, L. (1968) The Organismic Psychology and Systems Theory, Heinz Werner lectures (Worcester, MA: Clark University Press)
[10] Luhmann, N. (1970) Soziologische Aufklärung. Aufsätze zur Theorie Socialer Systeme. - Westdeutcher Verlag. Köln
[11] Tart, T. Charles: (1983) States of Consciousness. Psychological Processes Inc., California.
[12] Ulla Kidal, Psykolognyt
[13] Ashby, W. (1956): An Introduction to Cybernetics. Chapman and Hall, London 1961
[14] Vedfelt, Ole (2002) Delpersonligheder som sikkerhedskodede IN: Vedfelt, Ole. Ubevidst intelligens. Gyldendal. København.
[15] Referencer fra førende dagblade og fagtidskrifter.